# AG Carinae
AG Carinae è una stella nella costellazione della Carena, distante 20.000 anni luce dal sistema solare. Si tratta di una variabile S Doradus, ed è una delle stelle più luminose della Via Lattea, sebbene la grande distanza e le polveri interstellari che la circondano non la rendano visibile ad occhio nudo.

## Osservazione
Si tratta di una stella situata nell'emisfero celeste australe. La sua posizione è fortemente australe e ciò comporta che la stella sia osservabile prevalentemente dall'emisfero sud, dove si presenta circumpolare anche da gran parte delle regioni temperate; dall'emisfero nord la sua visibilità è invece limitata alle regioni temperate inferiori e alla fascia tropicale. La sua magnitudine la rende visibile a occhio nudo solo quando è al massimo della sua luminosità, ma solitamente è necessario un binocolo o un piccolo telescopio per poterla scorgere.
Il periodo migliore per la sua osservazione nel cielo serale ricade nei mesi compresi fra febbraio e giugno; nell'emisfero sud è visibile anche per buona parte dell'inverno, grazie alla declinazione australe della stella, mentre nell'emisfero nord può essere osservata limitatamente durante i mesi primaverili boreali.

## Distanza
Ci sono state diverse controversie in passato riguardo alla distanza della stella, tuttavia la misura della parallasse misurata da Satellite Gaia è sostanzialmente in linea con le previsioni precedenti, anche del satellite Hipparcos, le cui misure avevano un margine di errore più elevato. Considerando la parallasse misurata da Gaia (0,1532 ± 0,0291 mas), la stella dista circa 6500 parsec, poco più di 20.000 anni luce dalla Terra.

## Caratteristiche
Ha una massa 50 volte quella del Sole, la sua luminosità è oltre 1 milione di volte superiore, il suo tipo spettrale B2.
Apparentemente la stella sta passando dallo stadio di supergigante blu a quello di una stella di Wolf-Rayet. Nel corso degli anni si sono potuti osservare cambi di temperatura che coincidevano a perdite più o meno ampie di massa; ad una temperatura minore corrispondeva una maggiore perdita di massa della stella, che risulta essere circondata da una nebulosa bipolare creata durante un recente periodo di instabilità. 
AG Carinae perde massa a un tasso di (1,55±0,21)×10−5 M⊙ all'anno, la nebulosa creatasi dalle sue espulsioni di materia si estende da 1,3 a 3,9 anni luce dalla stella, mentre il gas si sta espandendo a una velocità di 3,5×10−1 km/s.

## Variabilità
La variabilità è irregolare, su scale di tempo che vanno da pochi giorni ad anni. La magnitudine apparente della stella varia da +5,3 a +8,6.
Ai suoi minimi della curva di luce la stella è più calda e di classe spettrale WN11, mentre ai massimi è una stella supergigante di tipo A, più fredda ma di maggiori dimensioni.
Si sono osservate fluttuazioni di 2,5 magnitudini in periodi di 5-10 anni, dovuti alla variabilità tipica delle S Doradus; inoltre sono state osservate fluttuazioni di 0,1-0,5 magnitudini in un arco di tempo di 371 giorni e altre microvariazioni fotometriche